# Dioxys cincta
Dioxys cincta is een vliesvleugelig insect uit de familie Megachilidae. De wetenschappelijke naam van de soort is voor het eerst geldig gepubliceerd in 1807 door Jurine.